# 2002년 KPGA 투어

## KPGA 투어 1차리그
- 리그기간 : 2002년 2월 14일 ~ 2002년 4월 14일
- 리그방식
  - 예선전 : 12개조 8명씩 토너먼트를 치러서, 승자 12명이 본선에 진출한다. (3전 2선승제)
  - 지난시즌 우승자 성학승외 4명 + 예선진출자 12명으로 구성된다.
  - 16강전 : 더블엘리미네이션 (듀얼 토너먼트) 방식과 토너먼트 방식을 결합한 방식을 사용한다.
  - 8강 ~ 4강전 : 3전 2선승제로 진행한다.
  - 결승전 : 5전 3선승제로 진행하나, 3, 4위전은 단판으로 진행한다.
  - 결승진출자 2명만 다음시즌 시드권을 부여한다.
- 특이사항
  - 결승전 장소 : 서울 여의도 MBC D공개홀
  - 임요환, MBC게임 개인리그 첫 우승
  - 임요환, 최초 양대리그 우승
  - 홍진호는 코카콜라배 온게임넷 스타리그 결승전 후 또 다시 KPGA 투어 결승전에서 임요환에게 패배

## 리복배 KPGA 투어 2차리그
- 리그기간 : 2002년 4월 18일 ~ 2002년 6월 22일
- 리그방식
  - 예선전 : 지난시즌과 동일하나, 3, 4위가 예선전을 치른다. (준1, 2조로 나눠 32강으로 치러 승자 2명이 진출)
  - 지난시즌 우승자 임요환외 2명 + 예선진출자 (임성춘, 최인규 포함) 14명으로 구성된다.
  - 지난시즌과 동일하나, 3, 4위전이 단판에서 5전 3선승제로 진행한다.
- 특이사항
  - 결승전 장소 : 서울 서초구 양재동 교육문화회관(한전 아츠풀 센터)
  - 홍진호, 2연속 결승진출
  - 이윤열, 개인리그 최초로 리버스스윕 달성
  - 이윤열시대 개막

## 펩시트위스트배 KPGA 투어 3차리그
- 리그기간 : 2002년 7월 4일 ~ 2002년 10월 5일
- 리그방식
  - 예선전 : 지난 시즌과 동일하다.
  - 지난시즌 우승자 이윤열외 2명 + 예선진출자 14명으로 구성된다.
  - 8명 2개조 풀리그로 나눠서 진행한다.(메가 매치, 엑스트라 매치)
  - 메가 매치, 엑스트라 매치 2, 3위는 6강 플레이오프를 치른다.(3전 2선승제) 승자가 4강 플레이오프에 진출한다.
  - 메가 매치, 엑스트라 매치 1위는 4강 플레이오프에 진출한다.(3전 2선승제) 승자가 결승전에 진출한다.
  - 결승전은 5전 3선승제로 치른다.
- 특이사항
  - 결승전 장소 : 유니버설아트센터(당시 리틀엔젤스예술회관)
  - 이윤열, 2연속 결승진출
  - 이윤열, 2연속 KPGA 투어 우승

## 스타우트 & 배스킨라빈스배 KPGA 투어 4차리그
- 리그기간 : 2002년 10월 15일 ~ 2003년 1월 18일
- 리그방식
  - 예선전 : 지난 시즌과 동일하지만, 준1, 2조가 13조와 14조로 바뀌었다.(32강으로 치러짐)
  - 지난시즌 우승자 이윤열외 2명 + 예선진출자 14명으로 구성된다.
  - 지난시즌과 동일하게 진행된다.
  - 역대 KPGA 투어(MSL 포함)중 사상 최초이자 마지막으로 스폰서가 2개인 리그.
  - 목요일 위주의 방송을 Maga Match는 화요일날에 진행하고, Xtra Match는 목요일날에 진행한다.(하루 4경기씩 치름)
  - 6강 플레이오프와 4강 플레이오프를 5전 3선승제로 치른다.
  - Maga Match와 Xtra Match에 각각 다른 맵을 사용한다.
  - 인터리그제를 도입한다.
- 특이사항
  - 결승전 장소 : 삼성동 섬유센터 3층 이벤트홀
  - 결승전을 앞두고 MVP 초청전이 열림
  - 이윤열 3연속 결승진출
  - 양대리그 동시 결승진출자 탄생(이윤열, 조용호)
  - 이윤열 3회 연속 KPGA투어 우승(단일대회 최초 3회 연속 우승)

## 2003년 KTEC KPGA 위너스 챔피언십
- 리그기간 : 2003년 1월 23일 ~ 2003년 3월 22일
- 리그방식
  - 10명이 참가하여 풀리그를 치른다.(5명씩 2개조로 나눠 풀리그)
  - 조 1, 2위는 4강에 진출한다. (4강전 : A조 1위 vs B조 2위, A조 2위 vs B조 1위 → 결승전 : 4강 A조 승자 vs 4강 B조 승자)
  - 목요일 2개조 2경기씩 (A조 2경기, B조 2경기) 방송한다.
  - 결승진출자 2명은 다음시즌 시드를 배정받는다.
- 특이사항
  - MBC게임 최초의 왕중왕전성격의 대회
  - 결승전 장소 : 여의도 공원

## KPGA 시즌 기록 및 정보

### KPGA 시즌 진출자 명단
| 종족                        | 명 | 이름                                             |
| KPGA 1차리그                |    |                                                  |
| 테란                        | 7  | 김동준 김정민 변길섭 이윤열 임요환 최인규 한웅렬 |
| 저그                        | 4  | 강도경 성학승 임정호 홍진호                      |
| 프로토스                    | 2  | 기욤패트리 임성춘                                |
| 랜덤                        | 3  | 김완철 베르트랑 성준모                           |
| 리복배 KPGA 2차리그         |    |                                                  |
| 테란                        | 5  | 김정민 변길섭 이윤열 임요환 최인규               |
| 저그                        | 6  | 김동우 나경보 박신영 장진수 조용호 홍진호        |
| 프로토스                    | 4  | 박정석 이재훈 임성춘 임효진                      |
| 랜덤                        | 1  | 주한진                                           |
| 펩시트위스트배 KPGA 3차리그 |    |                                                  |
| 테란                        | 5  | 변길섭 이운재 이윤열 임요환 최인규               |
| 저그                        | 5  | 강도경 이창훈 장진수 주진철 홍진호               |
| 프로토스                    | 6  | 김동수 김성제 박정석 손승완 전태규 조병호        |
| 배스킨라빈스배 KPGA 4차리그 |    |                                                  |
| 테란                        | 6  | 김현진 변길섭 서지훈 이윤열 임요환 한웅렬        |
| 저그                        | 7  | 강도경 박경락 박현준 성학승 장진남 정재호 조용호 |
| 프로토스                    | 3  | 문준희 박정석 전태규                             |
| 2003년 KTEC 위너스 챔피언십 |    |                                                  |
| 테란                        | 4  | 이윤열, 김현진, 최인규, 임요환                   |
| 저그                        | 4  | 조용호, 장진남, 홍진호, 박신영                   |
| 프로토스                    | 2  | 임성춘, 박정석                                   |

### KPGA 시즌 역대 맵
| KPGA 1차리그                                                                     |
| -------------------------------------------------------------------------------- |
| Universal Tripod, Symmetry of Psy, Plains to Hill, Lost Temple                   |
| 리복배 KPGA 2차리그                                                              |
| Wish Bone, Symmetry of Psy2, Plains to Hill1.07, River of flame                  |
| 펩시트위스트배 KPGA 3차리그                                                      |
| Blade Storm, Indian Lament, Plains to Hill, River of flame                       |
| 배스킨라빈스배 KPGA 4차리그                                                      |
| Blade Storm, Plains to Hill, River of flame, Face Off(Xtra 맵), Acheron(Maga 맵) |
| 2003년 KTEC 위너스 챔피언십                                                      |
| Blade Storm, Sauron, Plains to Hill (D), JRs Memory (J)                          |

| MBC게임 스타리그                               | MBC게임 스타리그                               | MBC게임 스타리그                         |
| 이전 작품                                      | 작품명                                         | 다음 작품                                |
| ---------------------------------------------- | ---------------------------------------------- | ---------------------------------------- |
| 2001년 KPGA 투어 (2001. 08. 01 ~ 2002. 01. 24) | 2002년 KPGA 투어 (2002. 02. 14 ~ 2003. 03. 22) | Stout MSL 2003 (2003.04.17 ~ 2003.07.19) |